# Sarcoscypha
Sarcoscypha is een geslacht van schimmels die behoort tot de familie Sarcoscyphaceae. 

## Soorten
Volgens Index Fungorum telt het geslacht 34 soorten (peildatum januari 2023):
| Soortnaam                                | Auteur(s)                              | Publicatiejaar |
| ---------------------------------------- | -------------------------------------- | -------------- |
| Sarcoscypha aestiva                      | Velen.                                 | 1922           |
| Sarcoscypha albovillosa                  | Rehm                                   | 1904           |
| Sarcoscypha austriaca (Krulhaarkelkzwam) | (Beck ex Sacc.) Boud.                  | 1907           |
| Sarcoscypha cerebriformis                | W.Y. Zhuang & Zheng Wang               | 1996           |
| Sarcoscypha coccinea (Rode kelkzwam)     | (Jacq.) Lambotte                       | 1887           |
| Sarcoscypha concatenata                  | Rick                                   | 1906           |
| Sarcoscypha dawsonensis                  | Peck                                   | 1906           |
| Sarcoscypha dudleyi                      | (Peck) Baral                           | 1984           |
| Sarcoscypha emarginata                   | (Berk. & Broome) F.A. Harr.            | 1997           |
| Sarcoscypha excelsa                      | Syd.                                   | 1924           |
| Sarcoscypha fusiformis                   | Velen.                                 | 1934           |
| Sarcoscypha groenlandica                 | Henn.                                  | 1897           |
| Sarcoscypha hosoyae                      | F.A. Harr.                             | 1997           |
| Sarcoscypha humberiana                   | F.A. Harr.                             | 1997           |
| Sarcoscypha javensis                     | Höhn.                                  | 1909           |
| Sarcoscypha jurana                       | (Boud.) Baral                          | 1984           |
| Sarcoscypha kecskemetiensis              | Hollós                                 | 1899           |
| Sarcoscypha knixoniana                   | F.A. Harr.                             | 1997           |
| Sarcoscypha korfiana                     | F.A. Harr.                             | 1997           |
| Sarcoscypha lilliputiana                 | (Le Gal) Eckblad                       | 1968           |
| Sarcoscypha longitudinalis               | M. Zeng, Q. Zhao & K.D. Hyde           | 2023           |
| Sarcoscypha macaronesica                 | Baral & Korf                           | 1984           |
| Sarcoscypha mesocyatha                   | F.A. Harr.                             | 1997           |
| Sarcoscypha minuta                       | Yei Z. Wang, Cheng L. Huang & J.L. Wei | 2016           |
| Sarcoscypha occidentalis                 | (Schwein.) Sacc.                       | 1889           |
| Sarcoscypha pseudomelastoma              | Henn.                                  | 1902           |
| Sarcoscypha pusilla                      | Velen.                                 | 1934           |
| Sarcoscypha racovitzae                   | E. Bommer & M. Rousseau                | 1900           |
| Sarcoscypha rubrans                      | (Quél.) Boud.                          | 1907           |
| Sarcoscypha serrata                      | (Le Gal) Eckblad                       | 1968           |
| Sarcoscypha shennongjiana                | W.Y. Zhuang                            | 2000           |
| Sarcoscypha sherriffii                   | Balf.-Browne                           | 1955           |
| Sarcoscypha tatakensis                   | Yei Z. Wang & Cheng L. Huang           | 2016           |
| Sarcoscypha vassiljevae                  | Raitv.                                 | 1964           |